# Blitum
Blitum L. – rodzaj roślin z rodziny szarłatowatych z podrodziny komosowych Chenopodioideae. Obejmuje około 12 gatunków występujących na kontynentach amerykańskich, w Europie, Azji, północnej Afryce i Australii. W Polsce rośnie jako zadomowiony antropofit komosa strzałkowata B. bonus-henricus, jako przejściowo dziczejący (efemerofit) – komosa rózgowa B. virgatum, rzadko uprawiana jest komosa główkowata B. capitatum. Dla roślin z tego rodzaju nie opublikowano polskich nazw zwyczajowych innych niż tradycyjne z okresu, gdy klasyfikowane były do rodzaju komosa Chenopodium. Dawna nazwa polska roślin z tego rodzaju to „żminda” (używali jej m.in.: Stanisław Bonifacy Jundziłł, Jakub Ignacy Waga i Jan Krzysztof Kluk).

## Morfologia

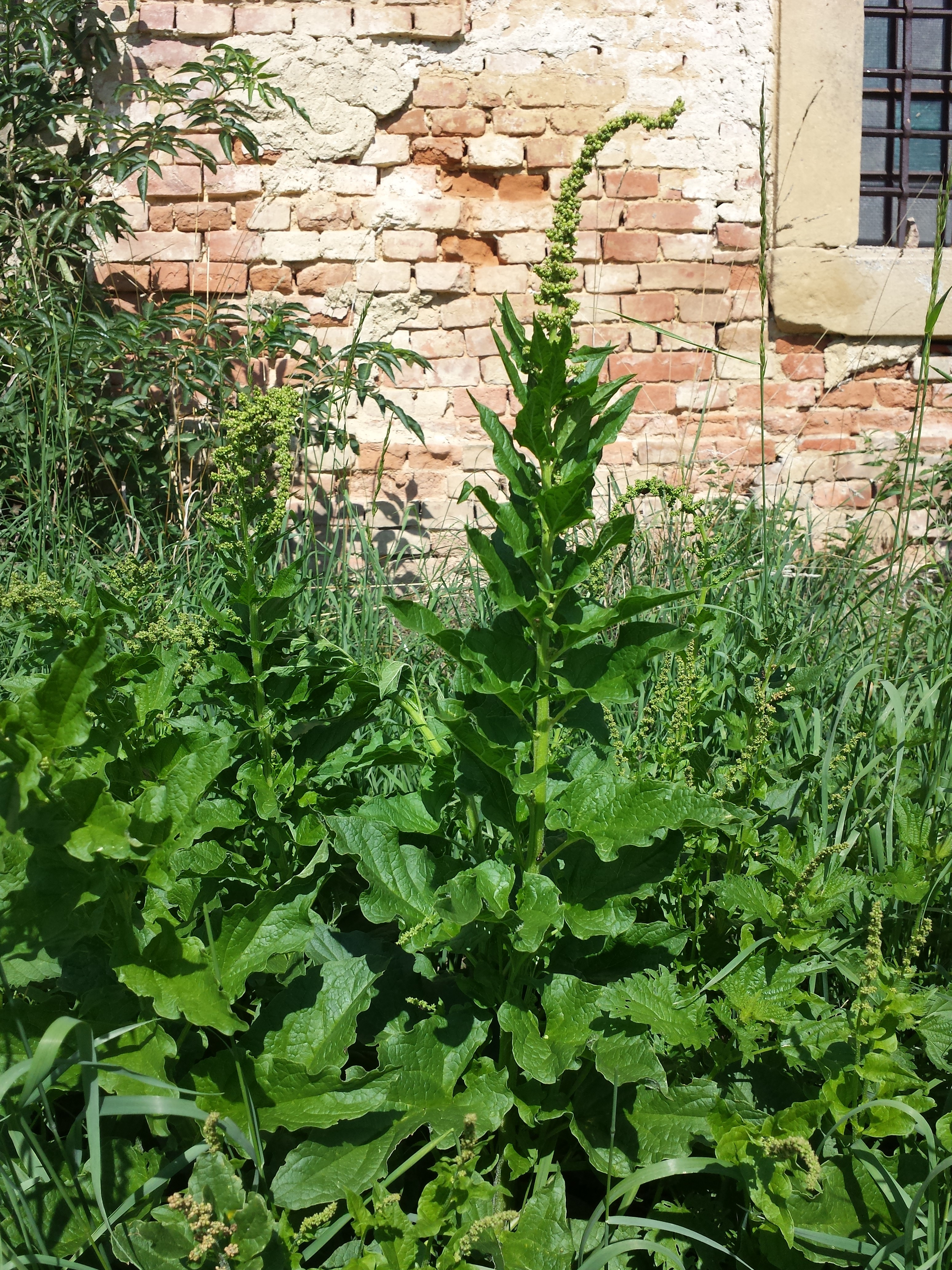
Komosa strzałkowata Blitum bonus-henricus

PokrójRośliny jednoroczne i byliny bezwonne i nagie, rzadziej z trzonkowatymi włoskami i wówczas młode części roślin nieco lepkie. Pędy rozgałęziające się u nasady, prosto wzniesione, podnoszące się lub płożące, w górnej części słabo rozgałęzione lub nierozgałęzione.
LiścieSkrętoległe i ogonkowe. Dolne liście często skupione w przyziemną rozetę i te zwykle długoogonkowe. Blaszka nieco gruboszowata, trójkątna, trójkątnie strzałkowata, trójkątnie lancetowata lub łopatkowata, całobrzega lub ząbkowana.
KwiatyDrobne, zebrane w gęste skupienia w obrębie kwiatostanu złożonego mającego kłosowaty kształt. Przysadki liściopodobne. Kwiaty są obupłciowe lub żeńskie. Działki kielicha w liczbie 3–5, zielone, podczas owocowania twardnieją lub mięśnieją i stają się soczyste. Płatków korony brak. Pręcików jest od jednego do pięciu. Zalążnia jest jednokomorowa, górna i zwieńczona dwoma, trzema lub czterema szyjkami.
OwoceJednonasienne niełupki, szerokojajowate lub kulistawe.

## Systematyka
Rodzaj Blitum po raz pierwszy został wyróżniony w 1753 przez Karola Linneusza w dziele Species Plantarum. Za gatunek typowy uznany został Blitum capitatum. W drugiej połowie XIX wieku gatunki z tego rodzaju zostały włączone do rodzaju komosa Chenopodium jako podrodzaj Chenopodium subg. Blitum. Badania filogenetyczne już w XXI wieku wykazały, że rośliny te wspólnie z wyodrębnianymi w rodzaje Monolepis i Scleroblitum są bardziej spokrewnione z rodzajem szpinak Spinacia niż z innymi komosami i nie powinny należeć do rodzaju Chenopodium. Grupa tych roślin wyodrębniona została w 2012 roku ponownie w rodzaj Blitum. Wspólnie z siostrzanym rodzajem Spinacia rodzaj Blitum łączony jest w plemię Anserineae (syn. Spinacieae).
W obrębie rodzaju wyróżnia się dwie sekcje: sect. Atriplicina (Aellen) Mosyakin, obejmującą tylko jeden, morfologicznie odrębny gatunek – B. atriplicinum, oraz sect. Blitum z pozostałymi gatunkami.
Wykaz gatunków
- Blitum asiaticum  (Fisch. & C. A. Mey.) S. Fuentes et al.
- Blitum atriplicinum  F. Muell.
- Blitum bonus-henricus  (L.) Rchb. – komosa strzałkowata
- Blitum californicum  S. Watson
- Blitum capitatum  L. – komosa główkowata
- Blitum hastatum  Rydb.
- Blitum korshinskyi  Litv.
- Blitum litwinowii  (Paulsen) S. Fuentes et al.
- Blitum nuttallianum  Schult.
- Blitum petiolare  Link
- Blitum spathulatum  (A. Gray) S. Fuentes et al.
- Blitum virgatum  L. – komosa rózgowa